# Cafés Coïc
La société Cafés Laurent Coïc, créée le 1er janvier 1970 sous le nom de « Brûlerie des Châteaux », est une entreprise française de transformation du café.

## Histoire
La société est fondée en 1970 par Laurent Coïc et son épouse Denise Coïc à Plomelin, à proximité de Quimper, avec le rachat d'une épicerie en gros de Pont-l'Abbé qui livrait des épiceries de détails.
Spécialisée dans la production et la vente de café, elle utilise principalement pour sa production un procédé de torréfaction lente. L'entreprise produit environ 400 tonnes de café par an.
En 2013, l'entreprise se lance sur le marché des capsules avec Breizhpresso. En 2014, Laurent Coïc fondateur de la société décède à l'âge de 79 ans.
L'entreprise emploie actuellement 42 salariés et se développe dans l'ensemble de la Bretagne. Le chiffre d'affaires de la société passe de 2,4 millions d'euros en 1994 à 5,1 en 2008 et 5,9 en 2011. Elle dispose, en plus de son siège à Plomelin, de succursales à Lorient, Morlaix, Rennes et Vannes.
Aujourd'hui membre de Produit en Bretagne, la marque cherche à développer sa visibilité en participant à de nombreux événements culturels en Bretagne tels que le festival interceltique de Lorient, le festival de Cornouaille et le Festival Fête du Bruit dans Landerneau ainsi que le Festibeuz. Elle entreprend aussi un partenariat commercial avec le FC Lorient et Le stade Beuzécois

## Chronologie sélective
- 1er janvier 1970 : Création de la « Brûlerie des Châteaux » à Plomelin
- 1981 : Ouverture d'un magasin à Lorient
- 1993 : Lancement de deux cafés bio
- 1996 : Changement de localisation après un incendie au sein de l'entreprise familiale, installation sur la zone de Penhoad Bras à Plomelin.
- 2000 : Changement à la direction, Gilles Coïc et sa sœur Valérie Coïc dirigent tous deux l'entreprise.
- 2002 : Rachat de plusieurs entreprises, ce qui permet à l'entreprise de disposer de 7 établissements[9]
- 2010 : Ouverture d'un second magasin, la Boutic Coïc, à Créach Gwen, à Quimper.
- 2013 : Lancement des capsules Coïc
- 2013-2014 : Partenariat du FC Lorient[10].
- 2016 : Lancement d'une gamme premium destinée à l'épicerie fine et intégration de la marque Saveur de Cornouaille.
- 2017 : Les Cafés Coïc sont rachetés par la société costarmoricaine Cozigou, 250 salariés, spécialisée dans la distribution de boissons[11].